# Johannes Comander
Johannes Comander, eigentlich Dorfmann, auch Hutmacher (* um 1484 in Maienfeld, Graubünden; † Januar 1557 in Chur), war ein Schweizer Theologe und Reformator der Stadt Chur und Graubündens.

## Leben und Wirken
Johannes Comander besuchte die Klosterschule St. Gallen gleichzeitig mit Joachim Vadian. Er immatrikulierte sich im Wintersemester 1502 an der Universität Basel, wo er die Bekanntschaft von Ulrich Zwingli machte. 1505 wurde er Baccalaureus. Nach dem Abschluss seiner Studien wurde er 1512 Pfarrverweser und 1521 katholischer Pfarrer in Escholzmatt.
1523 schloss er sich der reformatorischen Bewegung an und wurde an die Hauptkirche St. Martin in Chur berufen. Dort predigte er im reformatorischen Sinne, teilte 1526 erstmals das Abendmahl anstelle der Heiligen Messe aus und setzte bis 1527 die Reformation in Chur durch. Er hat rund 1500 Predigten gehalten.
Comander hatte mit den anderen Schweizer Reformatoren wie Ulrich Zwingli, Joachim von Watt (Vadian) und Heinrich Bullinger ständigen Kontakt. Briefe an und von Zwingli sind aus den Jahren 1525 bis 1528 erhalten. Er predigte, dass das Wort Gottes die Basis der Kirche und des Glaubens sei, setzte die zeichenhafte Abendmahlslehre Zwinglis um und bekämpfte die Täufer und die Soldbündnisse. Angeregt von den andern Reformatoren, verfasste er seine 18 Reformationsthesen und verteidigte diese auf dem Ilanzer Religionsgespräch am 7. Januar 1526. Diese Thesen dienten später Berchtold Haller und Franz Kolb als Vorlage für die Schlussreden der 1528 durchgeführten Berner Disputation.
Als Comander am 14. Januar 1537 Vorsitzender der Geistlichkeitssynode wurde, baute er gemeinsam mit dem Zürcher Reformator Heinrich Bullinger synodale Einrichtungen auf. Er verfasste gemeinsam mit dem zweiten Stadtpfarrer Johannes Blasius 1537 den ersten Bündner Katechismus für die Jugend. Dieser ist nur in einer rätoromanischen Übersetzung von Jachiam Tütschett Bifrun von 1552, die 1571 in Poschiavo gedruckt wurde, erhalten geblieben.
Im Zuge der Reformation veranlasste er 1539 die Eröffnung einer humanistisch geprägten Lateinschule im Dominikanerkloster St. Nicolai und verfasste 1545 die Churer Kirchenordnung.
Als 1550 seine älteren Mitarbeiter der Pest erlagen, konnte er mit seinem jungen Kollegen Philipp Gallicius 1553 die Confessio Raetica aufstellen, die 1566 von der Confessio Helvetica posterior abgelöst wurde. Das Auftreten italienischer Unitarier wie Camillo Renato und Reformatoren wie Pier Paolo Vergerio im Süden Graubündens beunruhigte ihn, doch konnte er die evangelische Kirche durch alle Gefahren hindurchsteuern.

## Rezeption
1957, 400 Jahre nach seinem Tod, wurde Comander zu Ehren in Chur die Comanderkirche eingeweiht. Es ist das einzige Gotteshaus weltweit, das diesen Namen trägt.
Der Pfarrer der Comanderkirche, Fritz Peer, schrieb zu Ehren Comanders 2007 ein Festspiel mit dem Titel Soli Deo Gloria.

## Werke
- Katechismus. Hrsg. mit Johannes Blasius. 1537; 1552(?).
- Confessio Raetica. Mit Philipp Gallicius. 1552.

## Audio
- Als Luthers Gesinnungsfreund Graubünden reformierte. In: SRF Regionaljournal Graubünden. 18. März 2015. Mit Beitrag «Die Reformation war nicht mehr aufzuhalten» (Audio; 9:07 min).[5]